# イギリス鉄道801形電車
801形（Class 801、クラス801）、通称「スーパー・エクスプレス」（Super Express）は、イギリスの都市間高速鉄道計画の一環として製造された高速鉄道車両である。製造は日立製作所で、A-trainの車体構造を採用した電車である。バイモード車の800形（クラス800）と同じく、2017年からカウンティ・ダラムのニュートン・エイクリフ工場で生産され、2019年9月16日から東海岸本線での運行を開始した。運行するロンドン・ノース・イースタン・レールウェイではバイモード車の800形と同じAzumaのブランド名が用いられている。

## 背景と設計
イギリス政府の都市間高速鉄道計画の一環として、現在グレート・ウェスタン本線と東海岸本線で運用されているインターシティー125、インターシティー225を置き換える。バイモード車の800形に対し、801形は電化区間のみを自走可能な電車となっているが、緊急用に1編成に1台のディーゼルエンジンが取り付けられている。800形の床下に設置されたエンジンを取り外すことで、電気だけの運用に変更できるように設計されている。
東海岸本線系統にはヴァージン・トレインズ・イースト・コースト (VTEC) 向けに9両編成30本と5両編成12本が投入される予定であったが、VTECのフランチャイズ契約が2018年6月で終了したため、ロンドン・ノース・イースタン・レールウェイに引き継がれた。
なお、グレート・ウェスタン本線系統のグレート・ウェスタン・レールウェイ（GWR）向けに9両編成21本を導入予定であったが、電化工事の遅れの影響により2016年にバイモード車の800形への変更が発表された。

## 関連項目

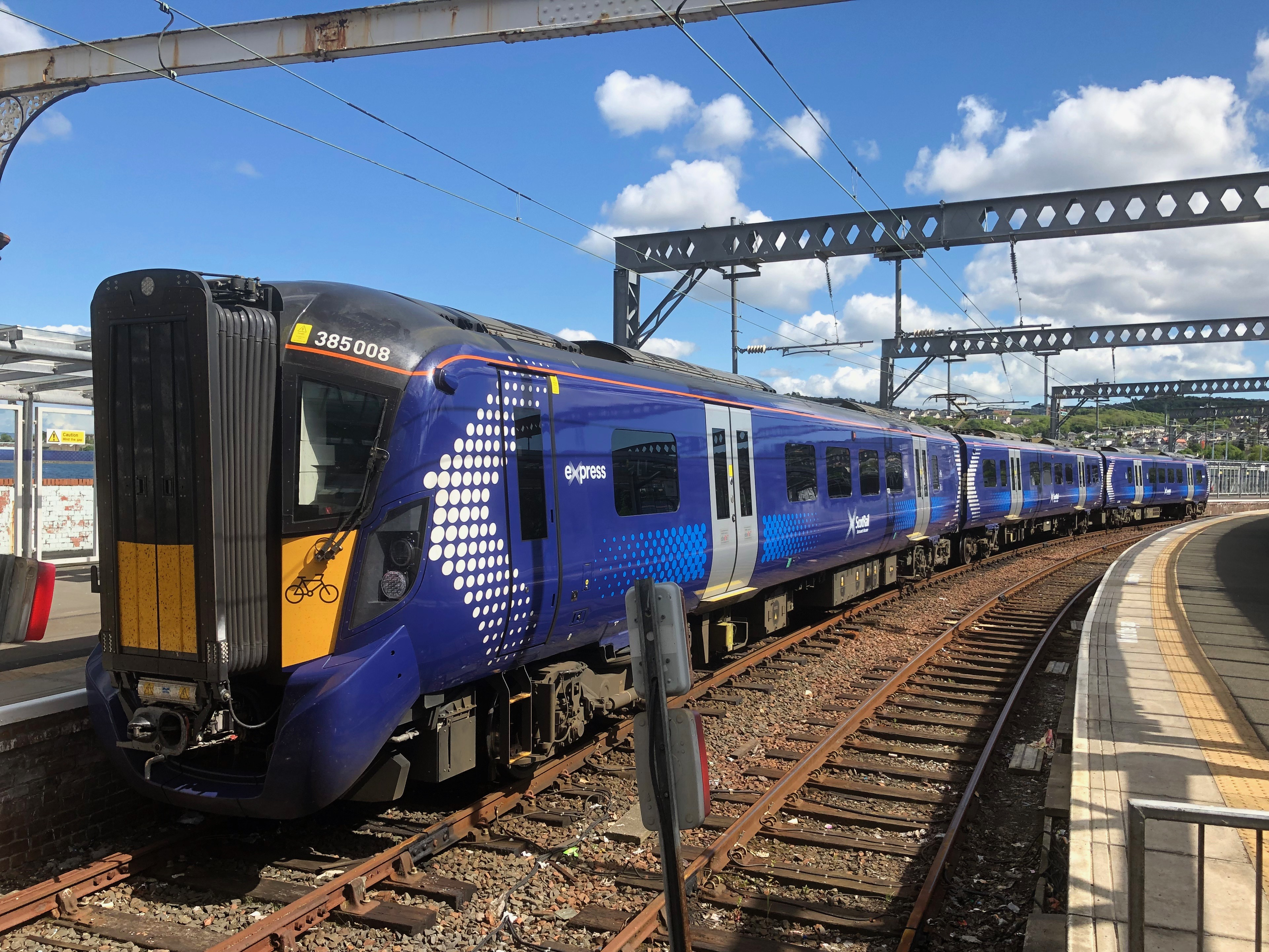
385形
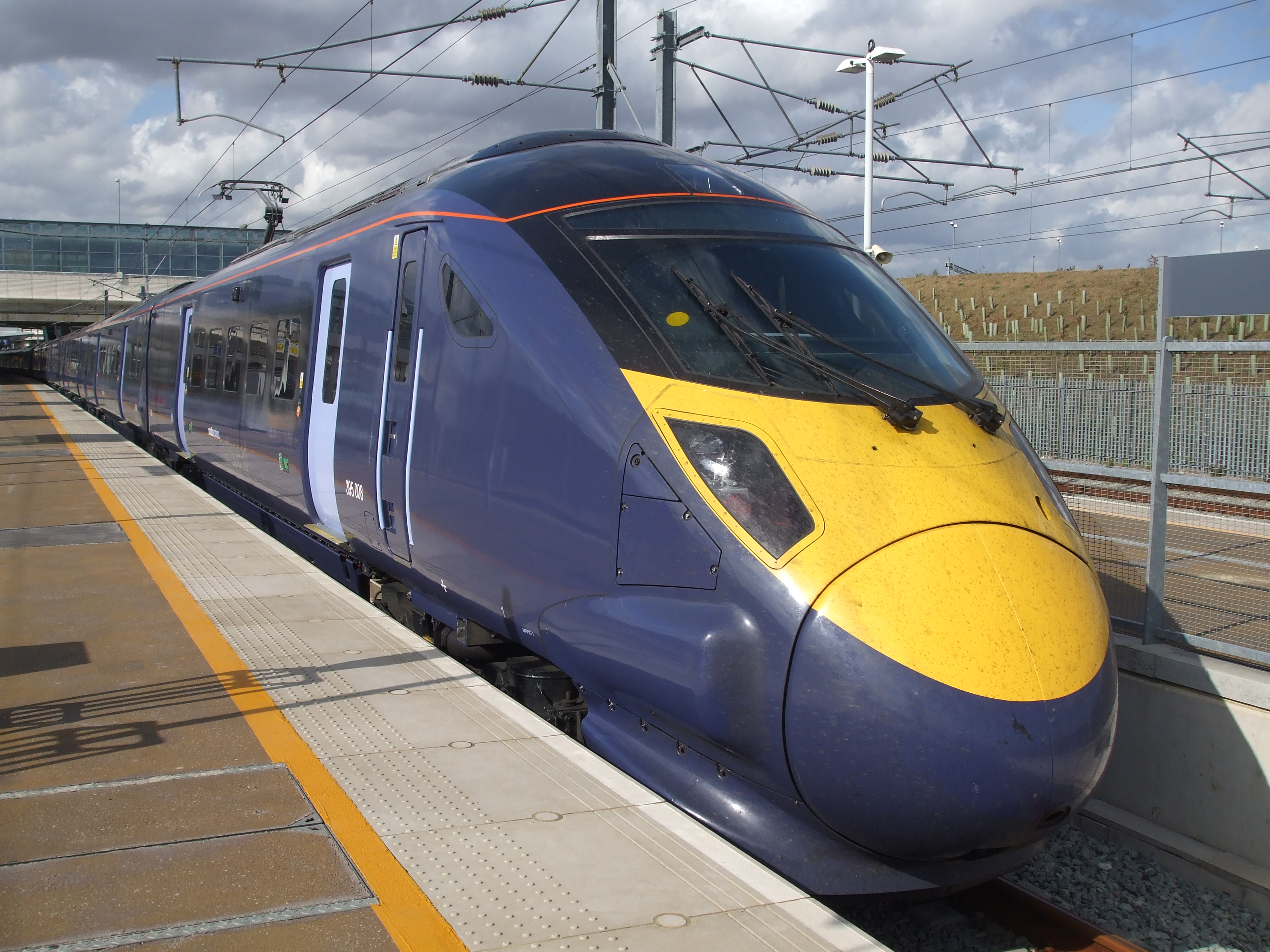
395形
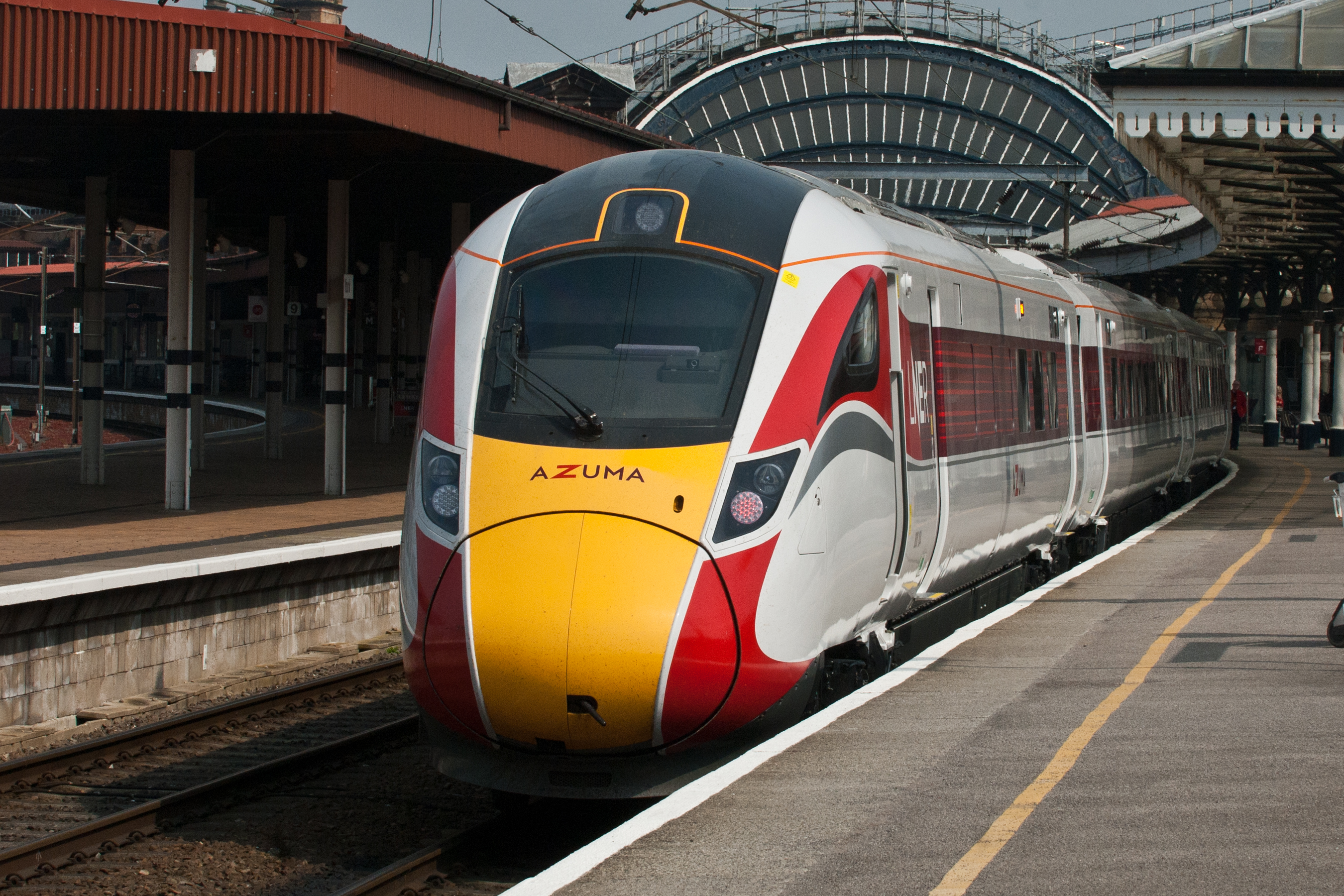
800形
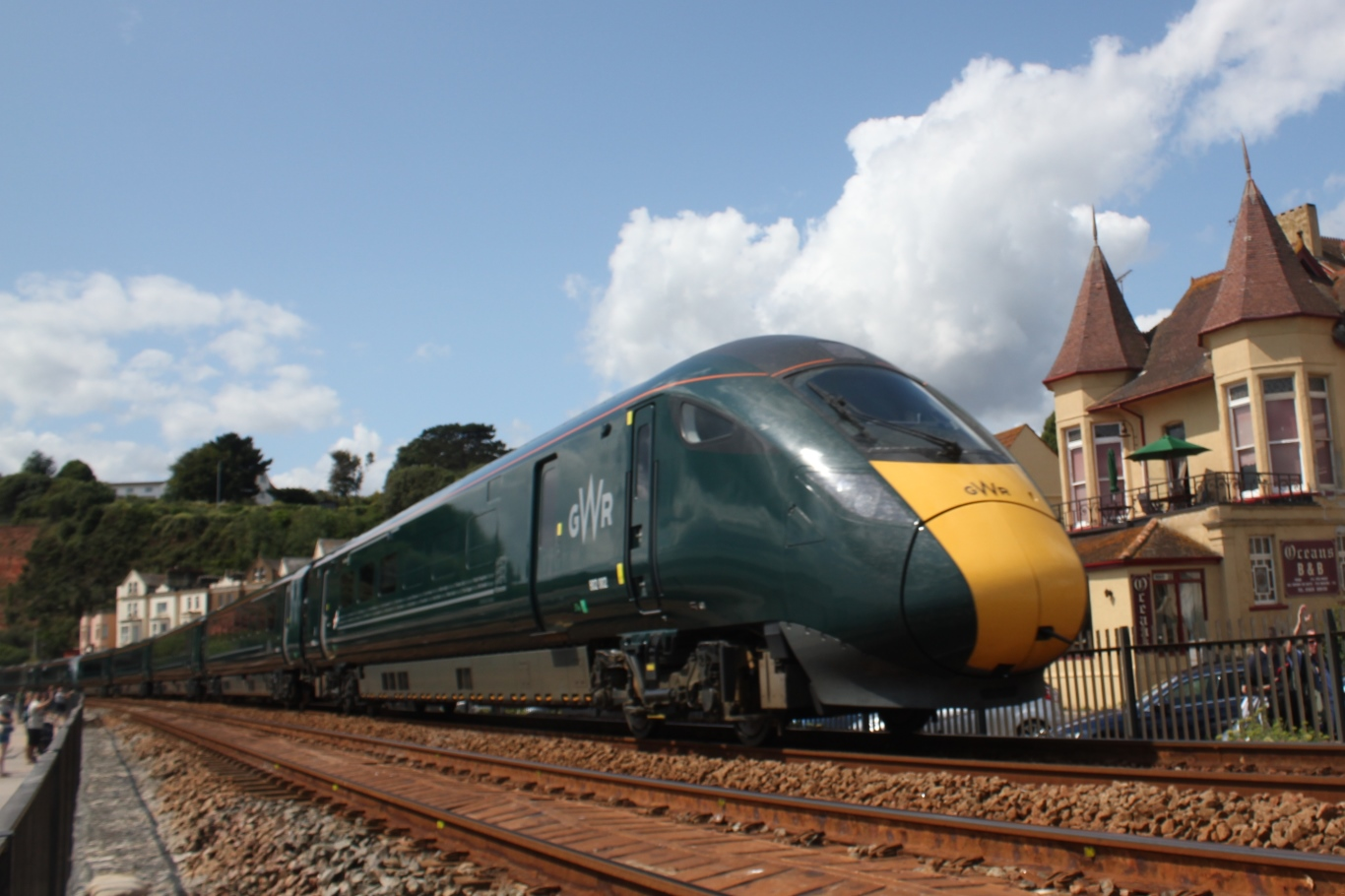
802形

## 車両の概要
| 形式  | 運行会社                                   | 編成                    | 製造年 |
| ----- | ------------------------------------------ | ----------------------- | ------ |
| 801形 | ロンドン・ノース・イースタン・レールウェイ | 9両編成30本 5両編成12本 | -      |